# Jordskredsvalg
Jordskredsvalg eller jordskredssejr er en betegnelse, der bruges om et valgresultat, når der sker massive vælgervandringer.
I Danmark kendes kendes Folketingsvalget 1973 også under navnet "Jordskredsvalget", hvor tre nye partier – Fremskridtspartiet, Centrum-Demokraterne og Kristeligt Folkeparti – kom i Folketinget, mens de etablerede partier, Danmarks Kommunistiske Parti og Retsforbundet, der havde været repræsenteret i Folketinget siden 1960, ikke fik stemmer nok til genvalg. Yderligere blev flere end en tredjedel af folketingsmedlemmerne udskiftet.